# Wyspy Towarzystwa
Wyspy Towarzystwa (fr. Îles de la Société) – archipelag wysp wulkanicznych na Oceanie Spokojnym, we wschodniej części Polinezji.
Składa się z dwóch grup wysp: Wysp Pod Wiatrem i Wysp Na Wietrze (z największą wyspą archipelagu – Tahiti). Wysokość najwyższego szczytu na wyspie Tahiti – Mont Orohena – wynosi 2241 m n.p.m. Wyspy Towarzystwa stanowią część francuskiej zbiorowości zamorskiej Polinezji Francuskiej.
Powierzchnia wysp wynosi 1647 km², a zamieszkuje je 226,7 tys. osób (2002), z czego prawie 80% na Tahiti. Największym miastem archipelagu jest Faaa – 28,3 tys. mieszk. (2002), dalej Papeete – 26,2 tys. mieszk. (2002).
Mieszkańcy wysp zajmują się rolnictwem: uprawą palm kokosowych, drzewa chlebowego, bananów, wanilii i cytrusów, oraz połowem ryb i pereł.

## Galeria

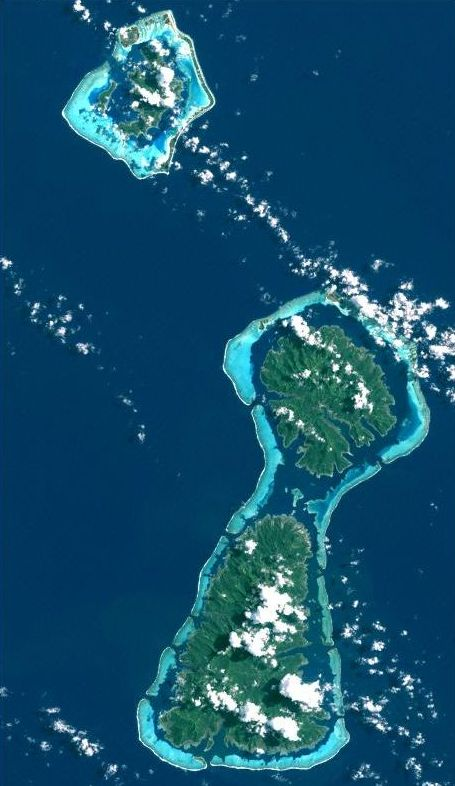
Zdjęcie satelitarne Bora Bora, Tahaa i Raiatea
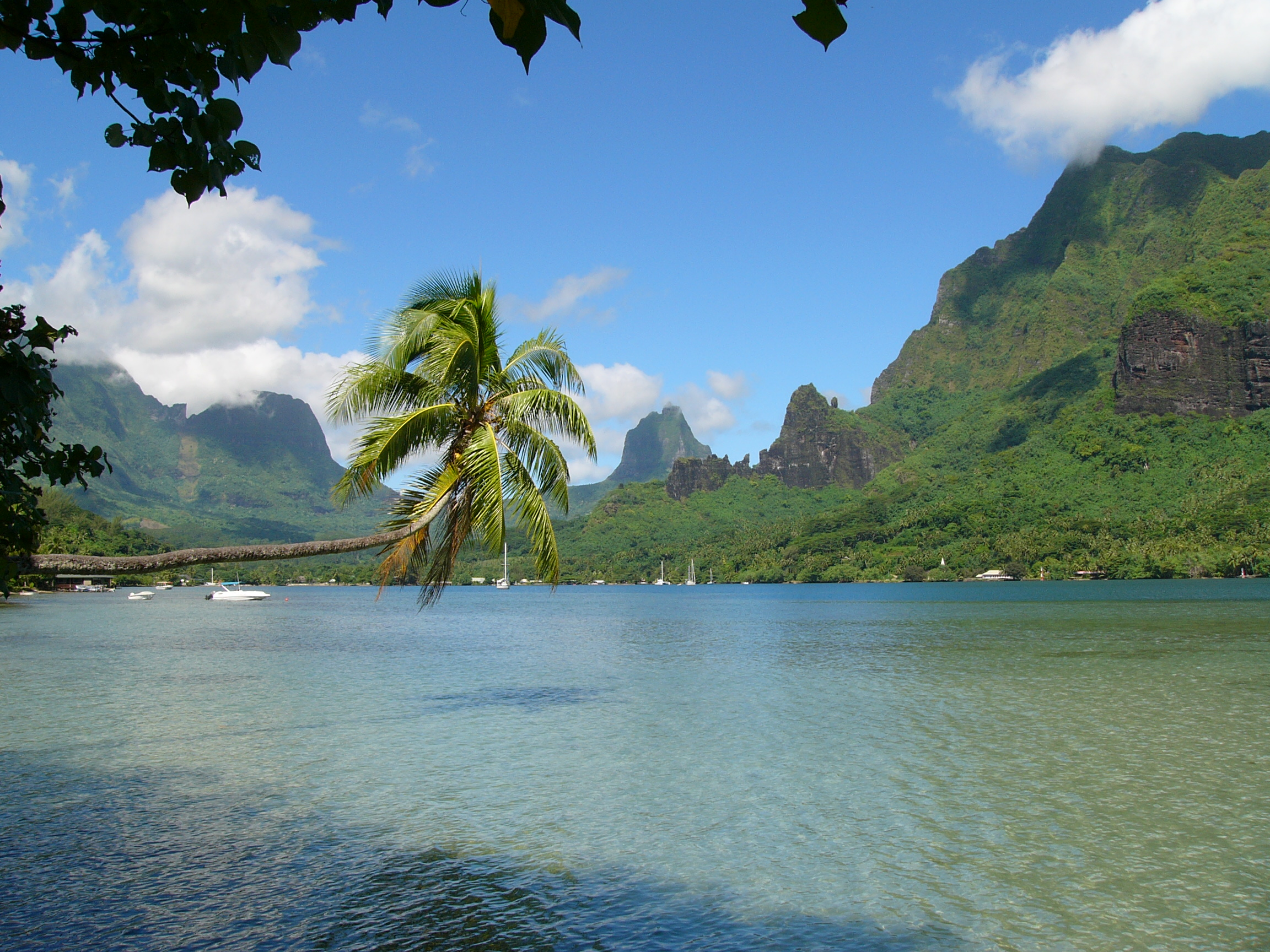
Zatoka Cooka na wyspie Moorea
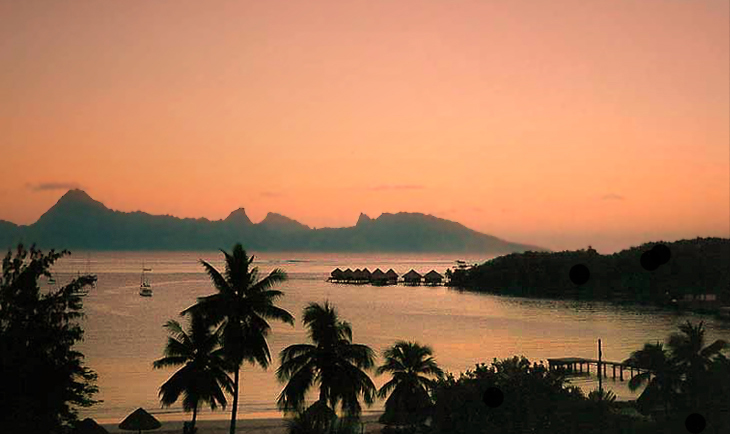
Wschód słońca nad wyspą Moorea, widok z Faa-Paeete